# لیچ
در داستان‌های تخیلی، یک لیچ (به انگلیسی: Lich) (‎/ˈlɪtʃ/‎; در انگلیسی باستان līċ، به معنای «لاشه/مردار») گونه‌ای جانور مرده متحرک است.و همچنین قابلیت استفاده از جادوی حد بالا را دارد و یک‌ نوع کستر است